# Alaska

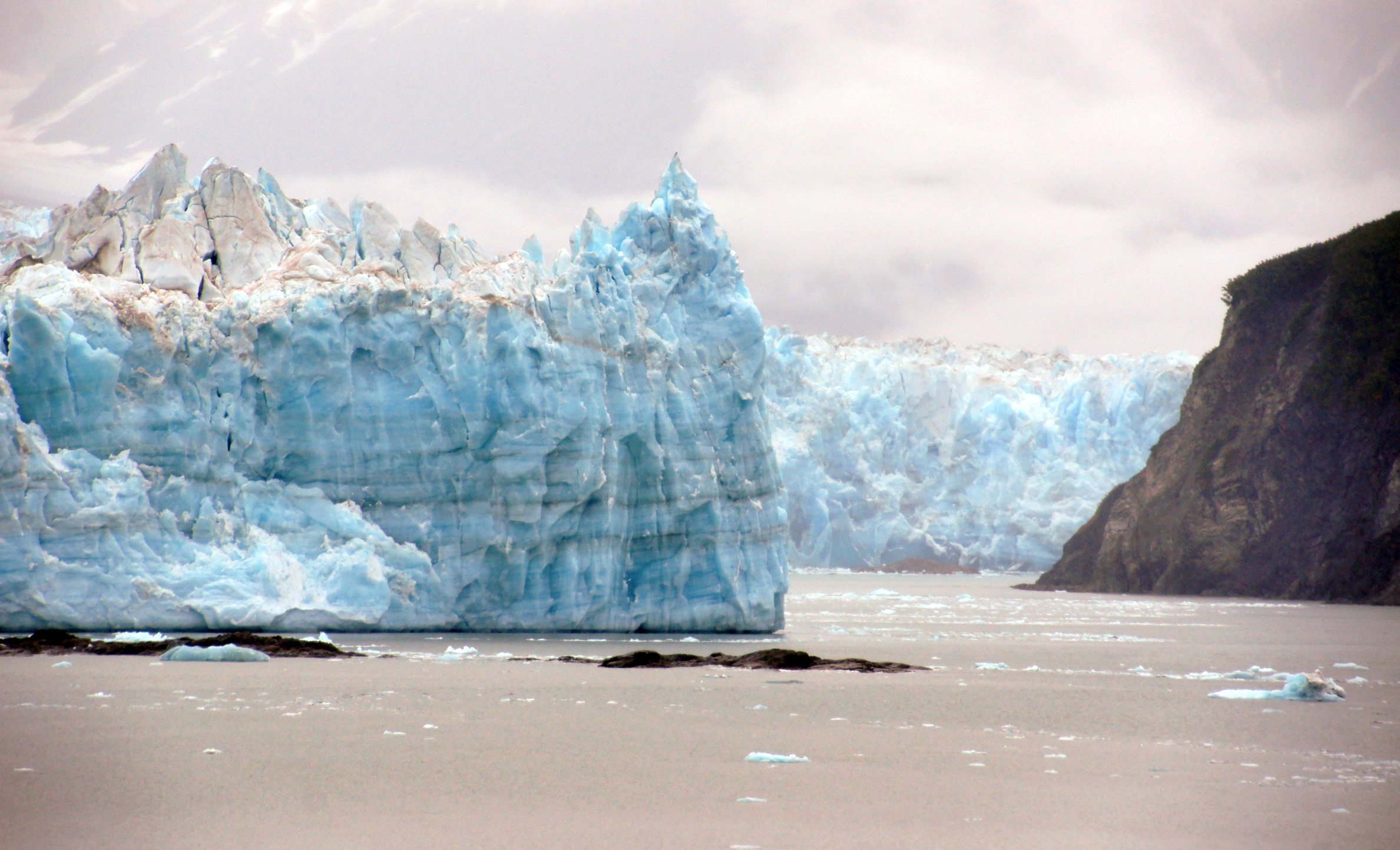
Hubbard-Gletscher

Alaska (englische Aussprache [əˈlæskə] ⓘ, von aleutisch Alax̂sxax̂, Aussprache [a'laχshaχ], „Land, in dessen Richtung das Meer strömt“ über russisch Аляска [ɐˈlʲæskə] ⓘ) ist der flächenmäßig größte und mit Abstand am dünnsten besiedelte Bundesstaat der Vereinigten Staaten von Amerika. Er befindet sich im äußersten Nordwesten Nordamerikas am Übergang zwischen arktischer und borealer Zone (in Amerika Subarktis genannt) und ist neben Hawaii einer der beiden US-Bundesstaaten, die nicht mit den anderen Bundesstaaten zusammenhängen. Stattdessen grenzt er im Osten an das kanadische Territorium Yukon und die Provinz British Columbia. Im Westen grenzt er über die Beringstraße an den Autonomen Kreis der Tschuktschen in Russland. Im Norden liegen die Tschuktschen- und die Beaufortsee des Arktischen Ozeans, im Süden der Pazifische Ozean. Technisch gesehen handelt es sich um eine Semiexklave der USA und um die größte Exklave der Welt.
Geographisch ist Alaska zudem der nördlichste, westlichste und – wenn man Ost und West als fest definierte Erdhälften betrachtet – auch der östlichste Bundesstaat, da die Aleuten-Inseln den Antimeridian (180°) überschreiten. Der Bundesstaat macht mit 1.717.854 km², von denen 1.481.346 km² auf Land entfallen, knapp 17,5 % der Gesamtfläche der USA aus. Damit umfasst der Staat mehr Gesamtfläche als die drei nächstkleineren Bundesstaaten Texas, Kalifornien und Montana zusammen und ist die siebtgrößte subnationale Einheit der Welt. Mit rund 740.000 Einwohnern hat der Bundesstaat die drittniedrigste Bevölkerungszahl aller Bundesstaaten und die niedrigste Bevölkerungsdichte (0,41 Einwohner pro km²). Im Vergleich mit dem restlichen amerikanischen Norden hat Alaska aber mehr als viermal so viele Einwohner wie Nordkanada und Grönland zusammen.
Der Bundesstaat beherbergt die vier flächenmäßig größten Städte der Vereinigten Staaten, darunter die Landeshauptstadt Juneau. Die bevölkerungsreichste und bedeutendste Stadt des Bundesstaates ist Anchorage, in dessen Ballungsraum mit rund 400.000 Einwohnern etwa die Hälfte der Alaskans lebt.
Die Ureinwohner leben bereits seit Tausenden von Jahren in Alaska, und es wird allgemein angenommen, dass die Region als Ausgangspunkt für die erste Besiedlung Nordamerikas über die Bering-Landbrücke diente. Das Russische Reich war die erste europäische Großmacht, die das Gebiet ab dem 18. Jahrhundert aktiv kolonisierte und schließlich Russisch-Amerika gründete, das sich über den größten Teil des heutigen Staates erstreckte und eine einheimische Alaska-Kreolische Bevölkerung förderte und unterhielt. Die Kosten und logistischen Schwierigkeiten, die mit der Aufrechterhaltung dieses weit entfernten Besitzes verbunden waren, veranlassten den Verkauf an die USA im Jahr 1867 für 7,2 Millionen US-Dollar (entspricht 162 Millionen Dollar im Jahr 2024). Das Gebiet durchlief mehrere administrative Veränderungen, bevor es am 11. Mai 1912 als Territorium organisiert wurde. Am 3. Januar 1959 wurde es als 49. Bundesstaat der USA anerkannt.
Dank der reichhaltigen natürlichen Ressourcen hat Alaska – mit einer der kleinsten Volkswirtschaften unter den Bundesstaaten – eines der höchsten Pro-Kopf-Einkommen, wobei die kommerzielle Fischerei und die Förderung von Erdgas und Erdöl die Wirtschaft Alaskas dominieren. Eine finanzpolitische Besonderheit stellt hierbei der Alaska Permanent Fund dar. Auch die Stützpunkte der US-Streitkräfte und der Tourismus tragen zur Wirtschaft bei; mehr als die Hälfte des Staates befindet sich in Bundesbesitz und umfasst Nationalwälder, Nationalparks und Naturschutzgebiete. Alaska ist einer der unreligiösesten Bundesstaaten und einer der ersten, der Marihuana für den Freizeitgebrauch legalisiert hat. Der Anteil der indigenen Bevölkerung in Alaska ist mit über 15 Prozent nach Hawaii der zweithöchste aller US-Bundesstaaten. Dies und die abgeschiedene Lage mit ihren besonderen klimatischen Bedingungen ist auch der Grund für relativ große kulturelle Unterschiede zwischen Alaska und dem Rest der USA.
Alaska hat aufgrund seiner kaum beeinflussten Wildnisregionen den Beinamen Last Frontier („Letzte Grenze“ im Sinne von „letztes Grenzgebiet der Zivilisation“).

## Geografie

Größenvergleich zwischen Alaska und den „Lower 48“ (flächentreue Projektion, nicht maßstabsgetreu bezüglich der Form)

Alaska besteht aus drei landschaftlichen Großräumen: die Gebirgskette entlang der gesamten südlichen Pazifikküste, der Yukon-Niederung mit ihrem Berg- und Hügelland sowie der Küstenebene („North Slope“) am Nordpolarmeer.
Der größte Fluss bzw. Strom des Landes ist der Yukon River, der in den kanadischen Rocky Mountains entspringt, in Richtung Westen fließend die Mitte Alaskas durchschneidet und in das Beringmeer mündet. Im Osten grenzt Alaska an das kanadische Territorium Yukon.
Auf dem Gebiet Alaskas befinden sich tausende Seen, die größten davon (Becharof, Iliamna, Naknek und Ugashik) liegen auf der Alaska-Halbinsel bzw. am Übergang des Festlands zu dieser Halbinsel.
Im Südwesten von Alaska liegt die schmale Alaska-Halbinsel, an die sich die Aleuten anschließen, sowohl auf der Halbinsel als auch auf der langgestreckten Inselkette befindet sich die Aleutenkette, die im Mount Redoubt bis 3109 m hoch aufragt. Im nördlichen Mittelteil des US-Bundesstaats liegen die Berge der Alaskakette, zu der auch der Denali (Mount McKinley) gehört – mit 6190 m der höchste Berg dieser Kette und von ganz Nordamerika. Im arktischen Norden erhebt sich die Brookskette, die bis 2749 m hoch aufragt. Im Südosten ragen die Wrangell Mountains im Mount Blackburn bis 4996 m, die Waxell-Barkley Ridge bis 3261 m und die an Kanada grenzenden Eliaskette mit dem in Alaska liegenden Mount Saint Elias bis 5489 m hoch auf. Im äußersten Südosten liegt der Alaska Panhandle („Pfannengriff“), ein schmaler Streifen entlang des Pazifiks, westlich der kanadischen Provinz British Columbia, dessen Orte größtenteils nur per Schiff oder Flugzeug zu erreichen sind. Dort liegt auch die Hauptstadt Juneau. Die restlichen Gebiete Alaskas kennzeichnen teils sehr dicht bewaldete Hügelländer und zahllose Fjorde an der Küste.
Das Gebirgssystem entlang der Pazifikküste ist geologisch instabil, plattentektonische Vorgänge um die Pazifische Platte machen die südöstliche Küste und die Aleuten zu einem Teil des Pazifischen Feuerrings. Er ist vulkanisch aktiv und löst Erd- und Seebeben aus. Die Südseite ist stark vergletschert: Der Malaspina im Südosten Alaskas nahe der Küste am Golf von Alaska ist mit 4275 km² der größte außerpolare Gebirgsgletscher der Erde. An seiner dicksten Stelle weist der etwa 100 km lange und bis 65 km breite Gletscher eine Mächtigkeit von mehr als 600 m auf. Zum mittleren Teil des Bundesstaates gehören die Niederungen des Yukon und des Kuskokwim River. Die Küstenebene im Norden fällt von der Brookskette allmählich zum Nordpolarmeer ab.
Die zu den Aleuten gehörenden Rat Islands und Near Islands sind die einzigen Gebiete der USA, deren Geographische Länge in östlicher Richtung angegeben wird, sie liegen zwischen 170° und 180° Ost.
Als Alaskan Bush werden alle Teile des Staates bezeichnet, die nicht an das nordamerikanische Straßennetz angeschlossen sind oder vom Alaska Marine Highway erreicht werden können.

Im Osten grenzt Alaska an das kanadische Territorium Yukon, im Westen an das Beringmeer, im Norden an das Nordpolarmeer und im Süden an den Golf von Alaska, der ein Teil des Pazifischen Ozeans ist.

### Verwaltungsgliederung
Alaska ist nicht wie die anderen Bundesstaaten in Countys eingeteilt, sondern in 19 Boroughs, die den Countys in den anderen Staaten, den Landkreisen in Deutschland und den Bezirken in Österreich ähneln, sowie in den sogenannten Unorganized Borough. Dieser Bezirk ist in Census Areas (Volkszählungsgebiete) ohne öffentliche Verwaltung aufgeteilt. Deren Grenzen wurden nicht vom Staat Alaska, sondern von der US-Volkszählungsbehörde festgelegt. Im Jahr 1961 war das ganze Staatsgebiet von Alaska dem Unorganized Borough zugeordnet. Erst nach und nach bildeten sich im Wunsch nach kommunaler Selbstverwaltung die heute existierenden Boroughs heraus.

### Klima
Im Innern Alaskas herrscht ein kontinentales Borealklima, auf den Aleuten ein teilweise subpolares Ozeanklima und im Westen und Norden ein polares Tundrenklima. Die Winter sind hier lang, dunkel und sehr kalt. Im kurzen Sommer kann es dann aber dafür recht warm werden, an der Nordküste steigen die Temperaturen dann über 0 °C. Sogar auf den Gipfeln der Berge nördlich der Rocky Mountains (bis 3000 m) schmilzt im Sommer ein Großteil des Schnees. Bis auf die Sommermonate fällt nur wenig Niederschlag (100–300 mm), meist in Form von Schnee. An der Süd- und Westküste ist es gemäßigter und regenreicher. Hier fallen auch im Winter die Temperaturen nur selten unter −10 °C, die Sommer sind nur mäßig warm. Dafür ist es aber sehr feucht, es gibt teilweise 300 Regentage pro Jahr. Im Süden Alaskas reichen die Gletscher teilweise bis zum Meer.
Der bisherige Hitzerekord Alaskas wurde am 27. Juni 1915 mit 37,8 °C in Fort Yukon gemessen, die Tiefsttemperatur betrug am 23. Januar 1971 −62 °C am Prospect Creek.

Jahresmitteltemperaturen 1833–2013 in Alaska
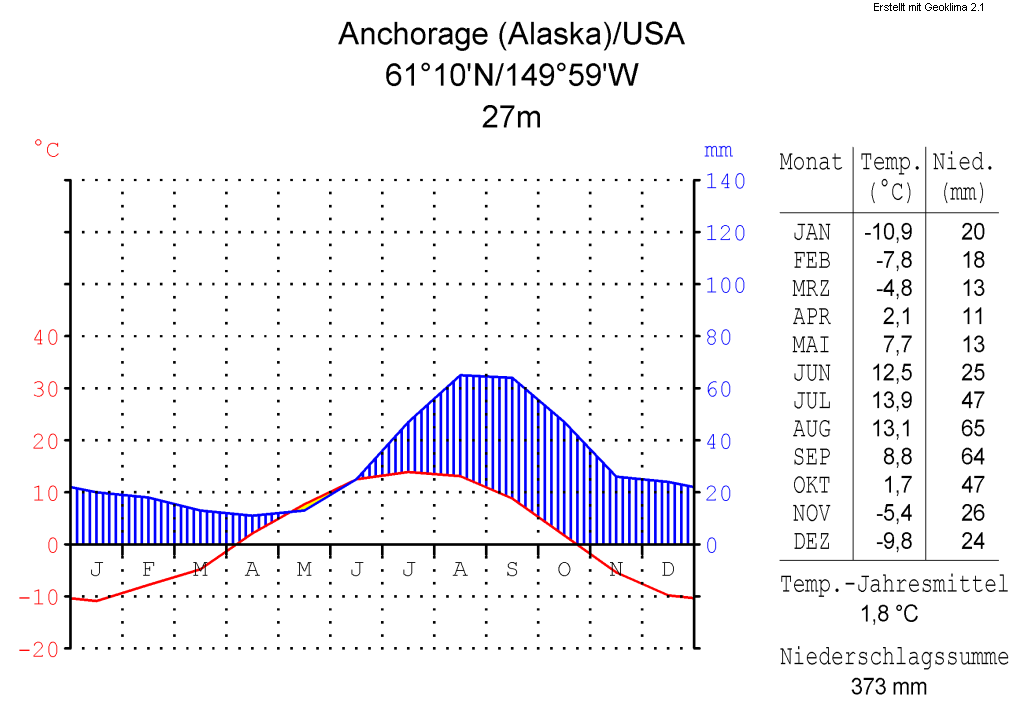
Klimadiagramm von Anchorage
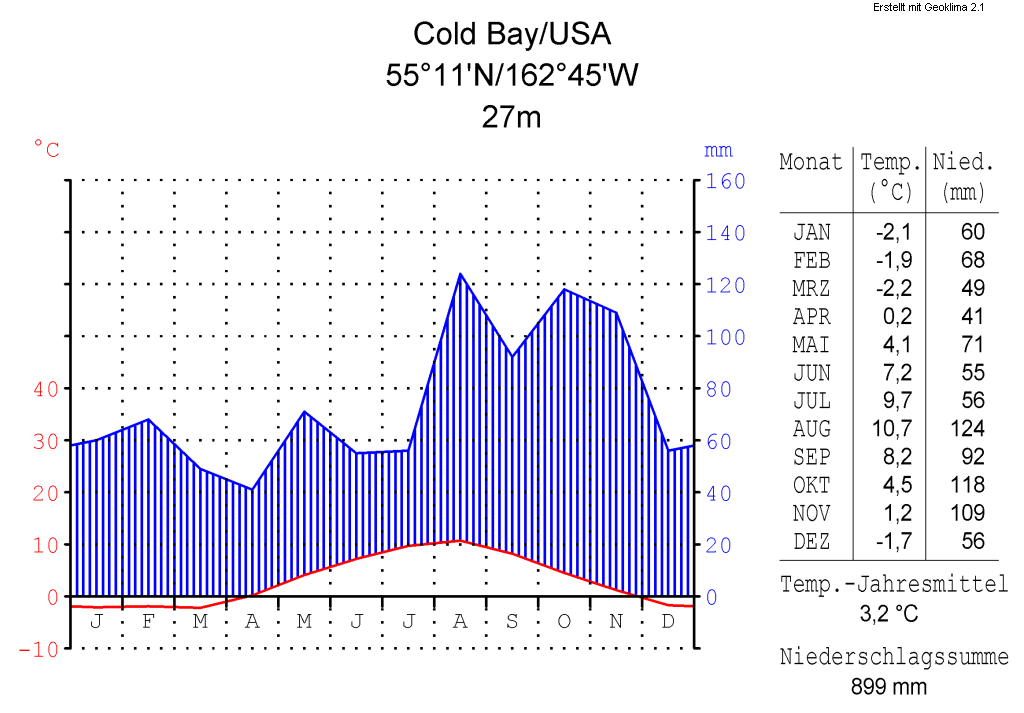
Klimadiagramm von Cold Bay
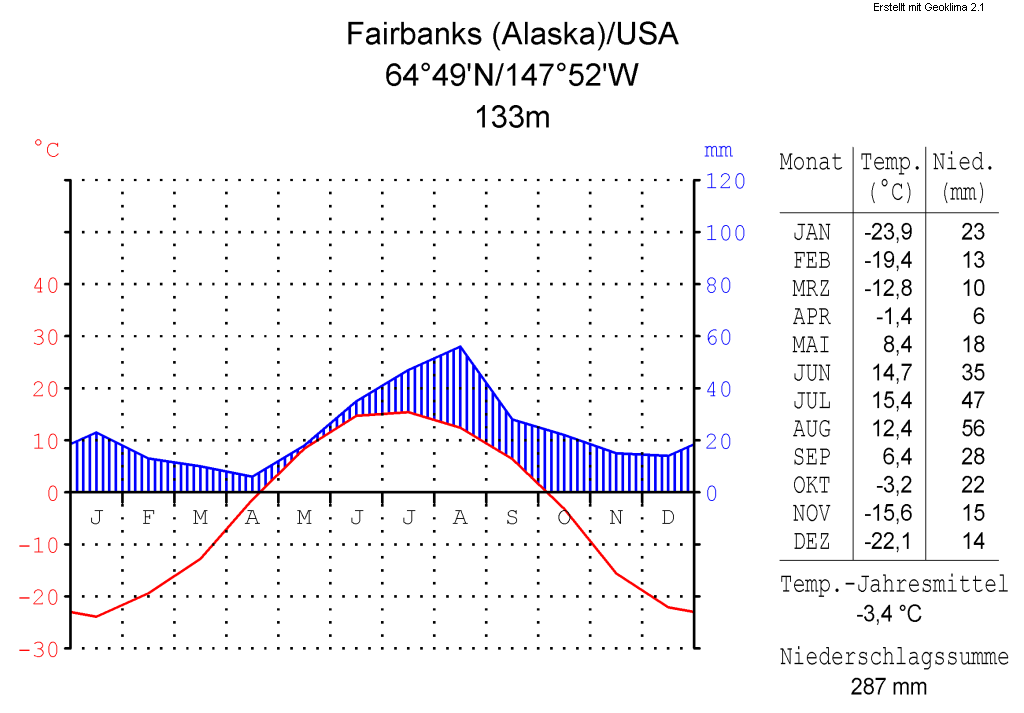
Klimadiagramm von Fairbanks
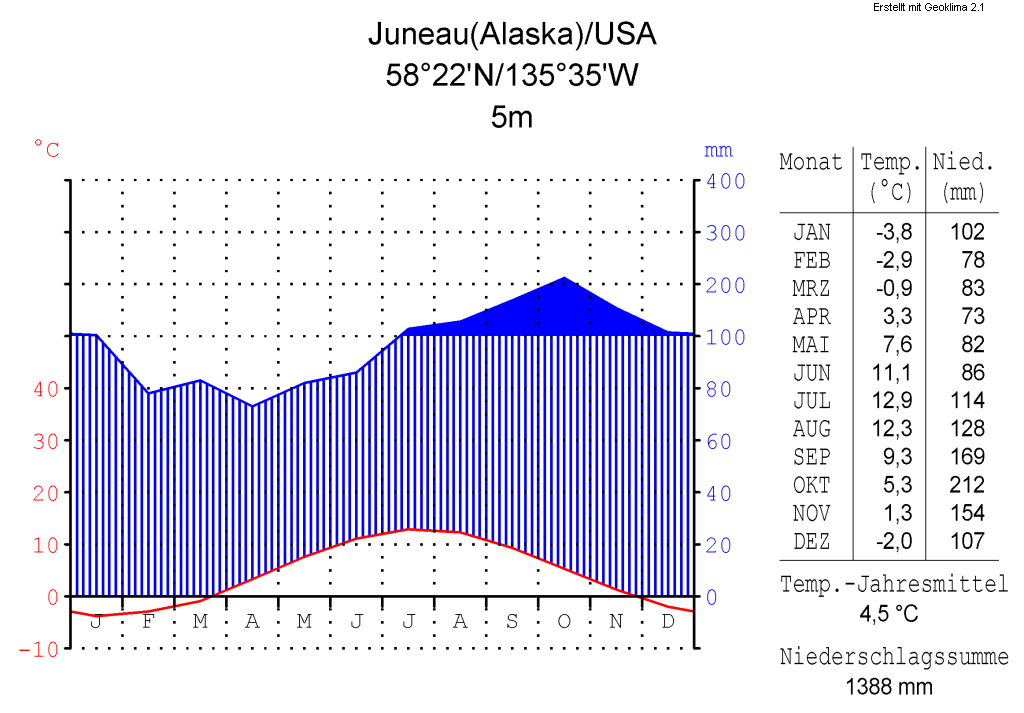
Klimadiagramm von Juneau
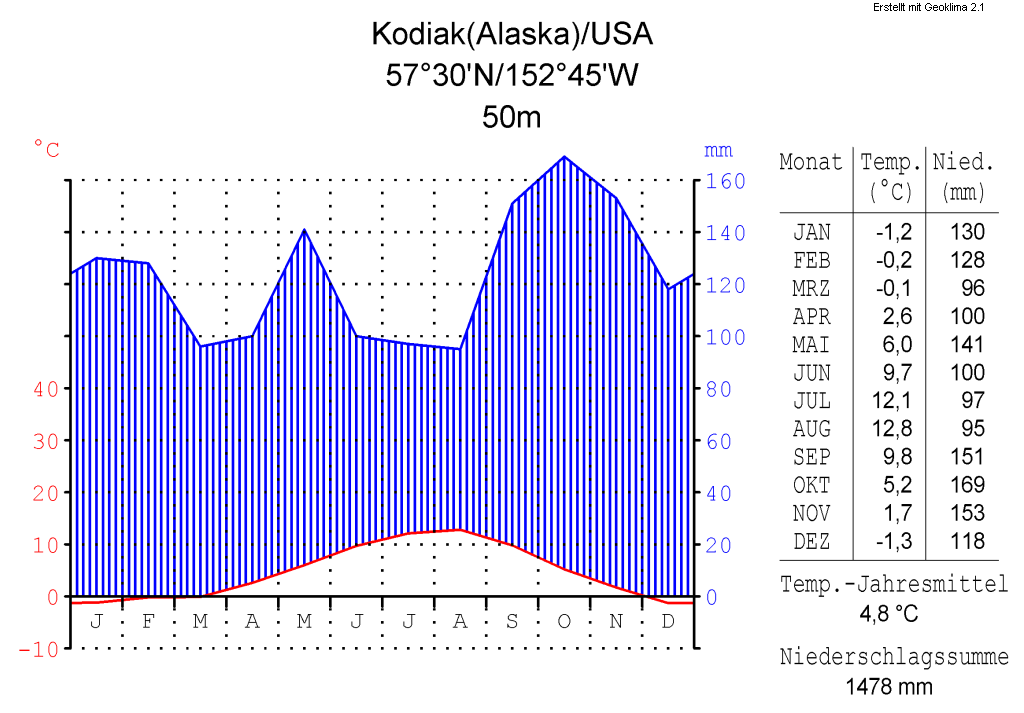
Klimadiagramm der Kodiakinsel
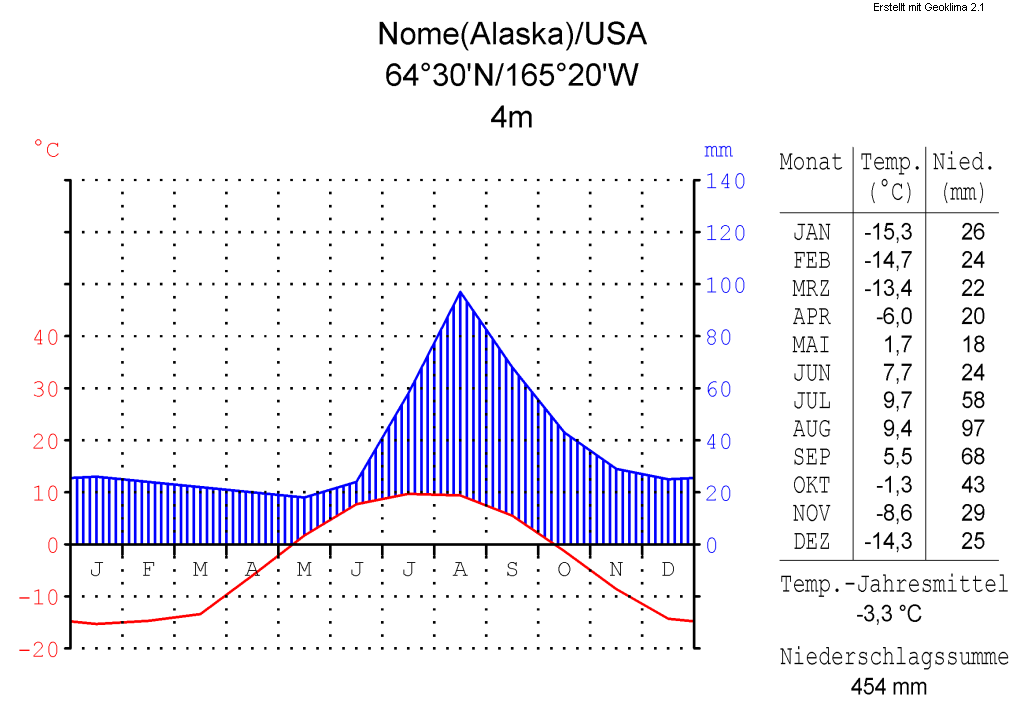
Klimadiagramm von Nome

Alaska gehört zu den Weltregionen, in denen sich die Globale Erwärmung stark bemerkbar macht. Nach Auswertungen durch Berkeley Earth stieg von 1970 bis 2005 die Durchschnittstemperatur in Alaska um etwa 2 °C. Bedingt durch den Klimawandel hat die Anzahl an Bränden borealer Waldgebiete zugenommen und ein Ausmaß erreicht, das einer Studie zufolge in den vergangenen 10.000 Jahren nicht erreicht wurde. Beispielsweise wurden 2019 in Alaska mehrere Waldbrände verzeichnet.

## Bevölkerung

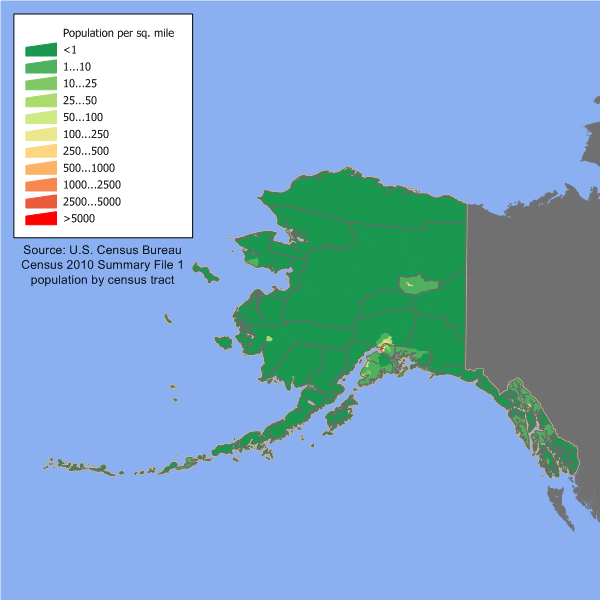
Einwohner pro Quadratmeile

Alaska hat 733.391 Einwohner (Stand: 2020), davon sind 65,3 % Weiße, 15,6 % Indigene (Indianer, Eskimo und Aleuten, höchster Prozentsatz in den USA), 7,3 % Hispanics oder Latinos, 6,5 % Asiatische Amerikaner, 3,7 % Afroamerikaner und 1,4 % Hawaiianer oder Pazifische Insulaner. Es gibt 253.346 Haushalte.

### Alters- und Geschlechterstruktur
Die Altersstruktur von Alaska setzt sich folgendermaßen zusammen (Stand American Community Survey 2019):
- bis 18 Jahre: 132.440 (24,6 %)
- 18–64 Jahre: 522.853 (62,9 %)
- ab 65 Jahre: 54.938 (12,4 %)

Das Medianalter beträgt 35 Jahre. 52,1 % der Bevölkerung ist männlich und 47,9 % ist weiblich.

### Ethnische Zusammensetzung der europäischstämmigen Bevölkerung
12,7 % der Einwohner sind deutscher Abstammung, das sind etwas mehr als 93.000, womit sie die größte Gruppe stellen. Es folgen die Gruppen der Irisch- (9,4 %), Englisch- (7,4 %), Italoamerikaner- (3,0 %) und Norwegischstämmigen (2,9 %) (Stand 2019).
Trotz der langen russischen Vergangenheit der Region ist der Anteil russischstämmiger Personen mit 1,1 % relativ niedrig. Ihr Erbe spiegelt sich heute hauptsächlich in zahlreichen Toponymen und Flurnamen wider. Eine Ausnahme bildet die Ortschaft (CDP) Nikolaevsk auf der Kenai-Halbinsel, wo im Jahr 2000 noch zwei Drittel der Bevölkerung im Alltag Russisch sprachen, allerdings wurde der Ort erst im Jahr 1968 gegründet.

### Religionen
Die mitgliederstärksten Religionsgemeinschaften im Jahre 2000 waren die katholische Kirche mit 54.359 und die Southern Baptist Convention mit 22.959 Anhängern. Es folgten die orthodoxe Kirche mit rund 20.000 Mitgliedern und die Kirche Jesu Christi der Heiligen der Letzten Tage mit 19.019 Mitgliedern. Bei statistischen Erhebungen gaben 33 % der in Alaska lebenden US-Bürger an, einer Konfession anzugehören. Die verschiedenen evangelikalen Kirchen haben zusammen ca. 78.000 Anhänger.
Die vergleichsweise hohe Anzahl orthodoxer Christen lässt sich auf die Missionierung der einheimischen Ureinwohner während der russischen Kolonialzeit zurückführen. Die meisten orthodoxen Christen in Alaska haben indianische Vorfahren.

### Größte Städte
Neben der Hauptstadt Juneau sind Anchorage, die mit Abstand größte Stadt des Staates, und Fairbanks die wichtigsten Städte Alaskas. In Anchorage leben also fast 40 % der Einwohner Alaskas.
| Ort                           |           |  |         | Einwohner |
| Anchorage                     | Anchorage |  | 291.826 | 291.826   |
| Fairbanks                     | Fairbanks |  | 31.535  | 31.535    |
| Juneau                        | Juneau    |  | 31.275  | 31.275    |
| College                       | College   |  | 12.964  | 12.964    |
| Sitka                         | Sitka     |  | 8.881   | 8.881     |
| Ketchikan                     | Ketchikan |  | 8.050   | 8.050     |
| Wasilla                       | Wasilla   |  | 7.831   | 7.831     |
| Kenai                         | Kenai     |  | 7.100   | 7.100     |
| Kodiak                        | Kodiak    |  | 6.130   | 6.130     |
| Bethel                        | Bethel    |  | 6.080   | 6.080     |
| Palmer                        | Palmer    |  | 5.937   | 5.937     |
| Homer                         | Homer     |  | 5.003   | 5.003     |
| Einwohner (Volkszählung 2010) |           |  |         |           |

## Geschichte

### Besiedlung und Ureinwohner

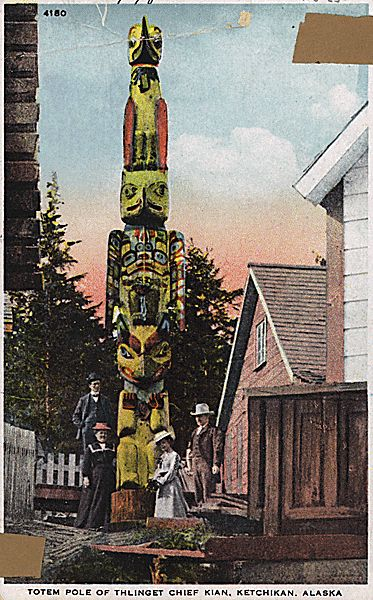
Totempfahl der Tlingit

Alaska war der erste Teil des amerikanischen Kontinents, der von Menschen besiedelt wurde. Aus Sibirien kommend, erreichten die ersten Nomaden die Gegend nach einer aktuellen Hypothese vermutlich bereits vor etwa 36.000 Jahren über die damals noch bestehende Beringia, eine Landbrücke zwischen Asien und Nordamerika. Bis etwa 18.000 v. Chr. sollen genetische Kontakte nach Sibirien bestanden haben. Um diese Zeit spaltete sich die amerikanische Population endgültig von der asiatischen ab. Von diesen Siedlern sollen nach der Studie alle heutigen nord- und südamerikanischen Indianer abstammen. Weitere Einwanderungswellen – wie viele ältere Studien sie postulieren – soll es (mit Ausnahme der ältesten Vorfahren der Inuit) nicht gegeben haben. Erst mit dem Ende der Eiszeit hob sich der Meeresspiegel, und vor rund 10.000 Jahren wurden die beiden Kontinente durch die heutige Beringstraße getrennt. Aus diesen ersten Menschen in der Region bildeten sich die heutigen Stämme der Ureinwohner, tausende von Jahren vor der Besiedelung durch die Europäer. Im heutigen südöstlichen Alaska, wie auch in Teilen British Columbias und des Yukon, siedelten sich die Tlingit an und entwickelten eine matrilineale Gesellschaftsform. Im südöstlichen Alaska lebten zudem auch noch die Haida, die heute vor allem für ihre (Handwerks-)Kunst bekannt sind. Das Volk der Tsimshian siedelte von British Columbia nach Annette Island um, als ihnen der amerikanische Präsident Grover Cleveland und der Kongress im Jahre 1887 die Erlaubnis dazu gaben. Dort gründeten sie die Siedlung Metlakatla. Diese drei Völker, wie auch weitere Ureinwohner der Nordwestküste, litten im späten 18. Jahrhundert bis in die 1950er-Jahre an diversen Ausbrüchen der Pocken; besonders verheerend waren die Ausbrüche in den 1830er- und 1860er-Jahren, bei denen zahlreiche Tote zu beklagen waren.
Die Aleuten sind auch heute noch die Heimat des Volkes der Aleuten, obwohl sie zu den ersten Völkern gehörten, die von den Russen ausgebeutet wurden. Das westliche und südwestliche Alaska sind die Heimat der Yupik; die nah verwandten Alutiiq leben in Zentralalaska. Das Volk der Gwich'in, die vor allem für ihre Abhängigkeit von den Karibu-Beständen bekannt sind, lebte im nördlichen Zentralalaska, im Arctic National Wildlife Refuge. Die North Slope und Little Diomede Island bewohnen verschiedene Völker der Inuit.

### Russische Kolonisation

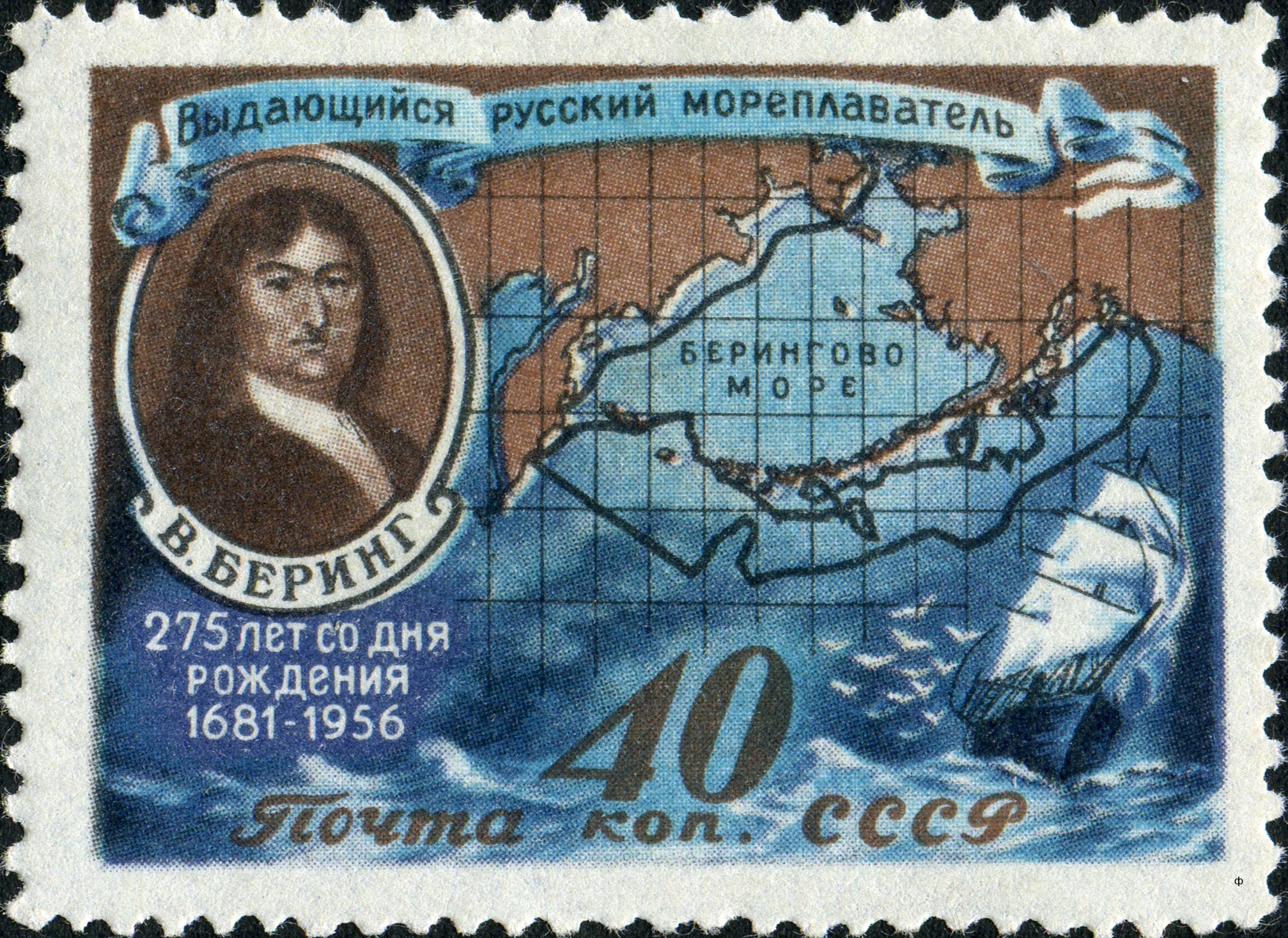
Vitus Bering auf einer sowjetischen Briefmarke

Venezianische Glasperlen, die zwischen 1400 und 1480 vermutlich aus Sibirien nach Alaska kamen, belegen Kontakte auf die eurasische Landmasse bereits vor Ankunft der ersten europäischen Entdecker. Der erste Europäer, der Alaska sichtete, war möglicherweise der russische Entdecker Semjon Deschnjow, der 1648 zusammen mit Fedot Popow und Gerassim Ankudinow die Tschuktschen-Halbinsel umschiffte und so die These widerlegte, dass Amerika und Asien zusammenhängen. 1728 und 1729 scheiterte der im Auftrag des russischen Zaren segelnde Däne Vitus Bering bei dem Versuch, Alaska zu erreichen. So betrat letztlich erst 1732 im Rahmen der Expedition Afanassi Schestakows Michail Gwosdew das Festland am Kap Prince of Wales. Erst 1741 wurde Alaska im Rahmen der zweiten Kamtschatkaexpedition erneut betreten. Der Russe Alexei Tschirikow, Kapitän der St. Paul, des zweiten Schiffs von Berings Expedition, sichtete am 25. Juli jenes Jahres in der Nähe der Prince-of-Wales-Insel Land. Bering erreichte tags darauf die Küste rund 600 km weiter nördlich – die Schiffe waren zuvor bei einem Sturm getrennt worden. Auf der Rückfahrt musste die St. Peter, das Schiff Berings, auf der später nach ihm benannten Insel anlanden, auf der er am 19. Dezember 1741 verstarb. Der Rest der Besatzung kam am 6. September 1742 wieder im Ausgangshafen an, dem heutigen Petropawlowsk auf Kamtschatka. Von Bedeutung waren bei dieser Expedition auch die Beobachtungen des Botanikers und Zoologen Georg Wilhelm Steller, der einige amerikanische Tier- und Pflanzenarten erstmals beschrieb, darunter auch die nach ihm benannte und bereits 1768 ausgerottete Stellersche Seekuh.
Ab 1745 erkundeten die Russen ihre spätere Kolonie Russisch-Amerika auf der Suche nach Seeottern und deren wertvollen Pelzen. Wegen der großen Entfernungen und des widrigen Klimas waren diese Unternehmungen höchst riskant. 1783 landete Grigori Schelichow mit zwei Schiffen auf der Insel Kodiak. Gegen die unwilligen Koniag-Eskimo ließ er das Feuer eröffnen und tötete oder verwundete Hunderte. Er gründete die erste permanente Siedlung von Kolonisten in Alaska an der heutigen Three Saints Bay. 1792 wurde die Siedlung an die Stelle der heutigen Stadt Kodiak verlegt, die sich zum Hauptumschlagsplatz für Pelze, auch vom Festland, entwickelte.
Der russischen Expansion traten bald Spanien und Großbritannien entgegen. Spanien erhob auf der Grundlage des Vertrags von Tordesillas aus dem Jahr 1494 Anspruch auf die gesamte amerikanische Pazifikküste. Um diesen Anspruch zu untermauern, entsandte König Karl III. zwischen 1774 und 1791 mehrere Expeditionen zu deren Erkundung. Eines von zwei Schiffen der zweiten Expedition erreichte unter Juan Francisco de la Bodega y Quadra 1775 Alaska. 1791 gelang dies auch dem in spanischen Diensten stehenden Italiener Alessandro Malaspina, der im Auftrag der Krone nach der Nordwestpassage suchte; nach ihm ist der Malaspinagletscher benannt. Eine spanische Gründung ist die Ortschaft Valdez. Die unterschiedlichen Auffassungen der Spanier und Briten führten ab 1789 zur Nootka-Krise. Im Zuge der 1810 beginnenden lateinamerikanischen Unabhängigkeitsbestrebungen verlagerten sich die Interessen Spaniens. Die Grenze zwischen Russisch-Amerika, Großbritannien und den USA wurde 1824 bzw. 1825 in Verträgen konkretisiert.
Bereits 1778 kartographierte der Brite James Cook grob den Verlauf der Pazifikküste von Kalifornien bis zur Beringstraße und fand dabei das nach ihm benannte Cook Inlet. George Vancouver setzte diese Unternehmungen 1791–1795 fort. Zunehmend drängten in den nächsten Jahren auch britische und amerikanische Pelzjäger und -händler mit Schiffen nach Alaska. Die britische Hudson’s Bay Company unterhielt erst ab den 1830er Jahren Handelsposten in Fort Yukon, am Stikine River und in Wrangell, die teilweise durch Pachtverträge mit den Russen zustande kamen. Später wurden diese jedoch zugunsten der weiter südlich, insbesondere im heutigen British Columbia gelegenen Neugründungen aufgegeben.

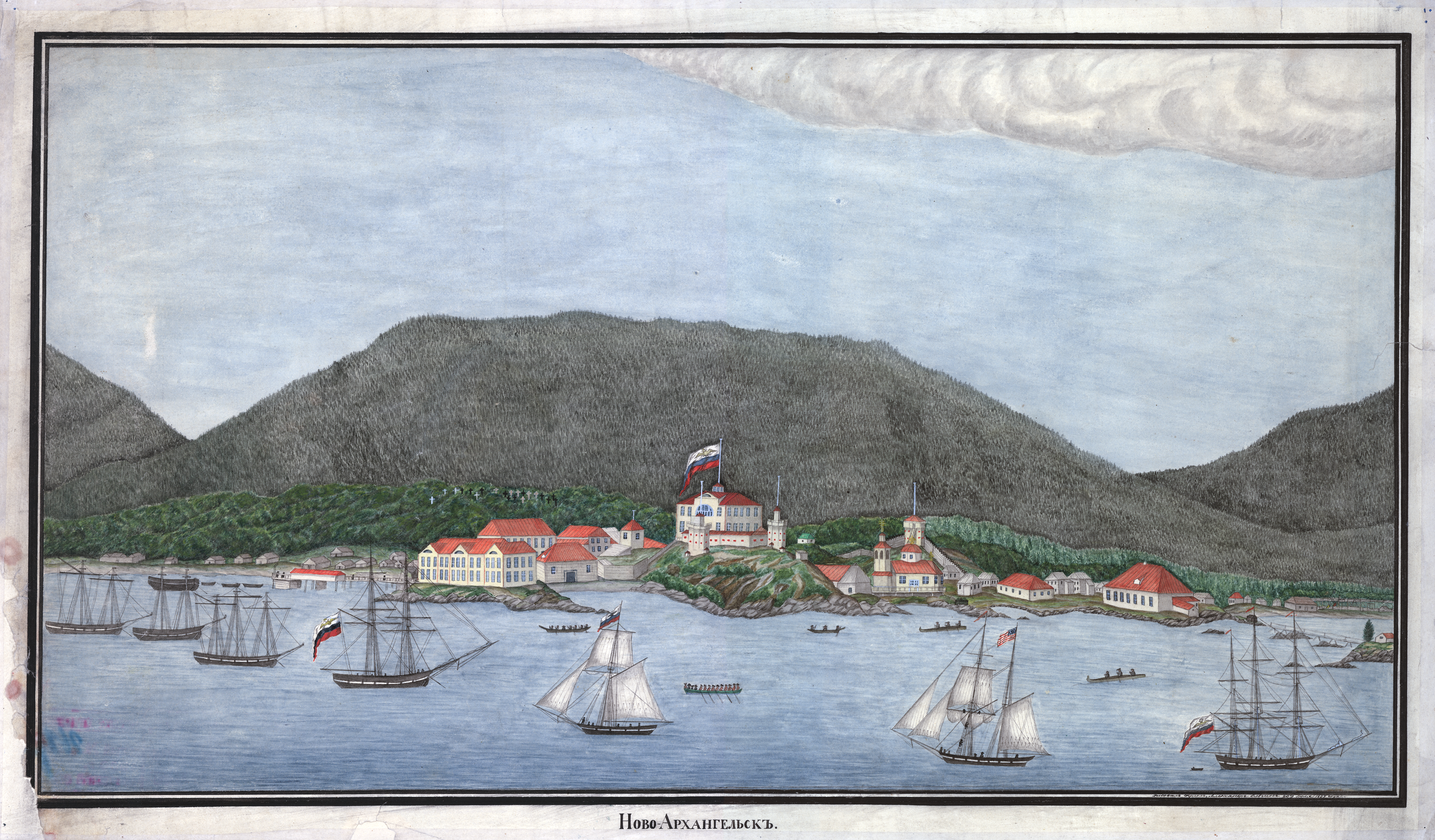
Neu-Archangelsk (Sitka), 1837

Bis 1798 erkundete Alexander Baranow die Küstengebiete südlich von Kodiak und gründete 1799 rund 10 km nördlich des heutigen Sitka eine Niederlassung, um den russischen Alleinanspruch zu verdeutlichen.
Die drei größten verbliebenen Pelztierunternehmen, unter ihnen die von Schelichow mitbegründete Schelichow-Golikow-Gesellschaft, schlossen sich 1799 unter Mitinitiative des Schwiegersohns von Schelichow, Nikolai Resanow, zur Russisch-Amerikanischen Kompagnie (RAK) zusammen, der Zar Paul I. auf zwanzig Jahre das Monopol des Pelzhandels in Alaska erteilte.
Resanow plante, die gesamte Pazifikküste Nordamerikas für Russland in Besitz zu nehmen. 1805 erreichte er die Bucht von San Francisco, doch sein früher Tod im darauffolgenden Jahr und die Vorsicht des russischen Zaren vereitelten diese Pläne. Weniger aus Machtanspruch denn als notwendige Versorgungsbasis errichtete 1812 der Stellvertreter Iwan Kuskow auf Weisung Baranows den Handelsposten Fort Ross in Kalifornien. Er wurde 1841 verkauft.
Russisch-Amerika wurde für das Zarenreich immer wichtiger, zu wichtig, als dass die Kolonie nur von einem Pelzhändler wie Baranow geleitet werden konnte. 1818 wurde Baranow abgelöst, die russische Regierung übernahm mit russischen Marineoffizieren die Kontrolle und setzte zunächst Ludwig von Hagemeister als Gouverneur ein. Zu den Gouverneuren der bis 1867 bestehenden Kolonie zählte auch Ferdinand von Wrangel.

### Der Verkauf Alaskas
Alaska war für die aufstrebende Weltmacht Russland die einzige Übersee-Kolonie, die aber kaum rentabel und schwierig zu verwalten war. Da die Passage durch das Eismeer zu gefährlich war, führte der einzige Weg von der damaligen russischen Hauptstadt Sankt Petersburg quer östlich durch das Land über die Tschuktschensee und dauerte mehr als ein halbes Jahr.
Mit der Zeit wurden die Pelztiere, insbesondere der Seeotter, infolge der Bejagung immer seltener und das Territorium für Russland immer schwieriger zu unterhalten. Zudem machten die einheimischen Indianer, vornehmlich die Tlingit, den Russen Schwierigkeiten. Um die Staatskasse nach dem verlorenen Krimkrieg wieder aufzufüllen, stimmte Zar Alexander II. einem Vertrag zu, den sein Botschafter in den USA, Eduard von Stoeckl, am 30. März 1867 mit US-Außenminister William H. Seward in Washington unterzeichnet hatte. Danach verkaufte das Zarenreich Alaska für 7,2 Millionen Dollar (entsprach 2016 inflationsbereinigt etwa 160 Millionen Dollar) an die Vereinigten Staaten (Alaska Purchase).
Dieser Kauf war mit einem Preis von nur 4,74 Dollar pro Quadratkilometer einer der billigsten Landkäufe der Geschichte. Der Ankauf war gleichwohl in den USA sehr umstritten. Der Senat stimmte dem Kaufvertrag zwar mit 37 Ja- und 2 Neinstimmen zu, Spötter nannten das erworbene Land jedoch Seward’s ice box („Sewards Gefriertruhe“) oder auch „Johnsons Eisbärengehege“. Am 18. Oktober 1867 ging Alaska offiziell in amerikanischen Besitz über; in Sitka wurde die russische Fahne eingeholt und die Flagge der USA gehisst. Durch die Einführung des gregorianischen Kalenders hat dieser offizielle Übergabetag Russisch-Amerikas an die USA zwei Daten, den 6. Oktober (julianischer Kalender) und den 18. Oktober (gregorianischer Kalender), der bis heute ein Feiertag ist („Alaska Day“) und vor allem in der alten Hauptstadt Sitka gefeiert wird.

### Alaska als Teilstaat der USA
1867–1877 wurde Alaska von der United States Army, 1877–1879 vom Finanzministerium und 1879–1884 von der United States Navy verwaltet. Bis 1884 war der Name des Gebiets Department of Alaska. Ausgelöst durch den Klondike-Goldrausch 1898 wurde die Grenze zu Kanada im Jahr 1903 genau fixiert. Von 1884 bis 1912 hatte Alaska als District of Alaska eine eigene Regierung und 1912 bis 1959 als Alaska-Territorium einen Sitz im Kongress der Vereinigten Staaten. Am 3. Januar 1959 wurde Alaska durch den Alaska Statehood Act der 49. Bundesstaat der Vereinigten Staaten von Amerika.

### Erdöl
1968 wurden sehr große Erdölfelder an der Polarmeerküste bei Prudhoe Bay entdeckt. Dies führte in den Jahren 1974–1977 zum Bau der Trans-Alaska-Pipeline von Prudhoe Bay nach Valdez. 1989 gab es ein schweres Unglück mit einem Öltanker (Exxon-Valdez-Katastrophe). Dabei lief das Schiff mit einfacher Außenhülle auf Grund, und das ausgetretene Öl verseuchte das empfindliche Ökosystem Alaskas. Als Konsequenz daraus änderten die US-Amerikaner ihre Vorschriften und ließen nur noch sicherere Doppelhüllentanker in ihre Häfen einlaufen.
Schätzungen zufolge sollte das 1968 entdeckte Ölfeld ca. 2020 erschöpft sein – jedoch entdeckte man vor einigen Jahren ein weiteres riesiges Ölfeld weiter nördlich.

## Politik
Am 19. Oktober 2005 trat im Bundesstaat Alaska auf Betreiben der National Rifle Association ein besonders liberales Waffengesetz in Kraft. Alaska soll nach dem Willen der NRA Vorbild für die anderen Bundesstaaten werden. Dies ist bezeichnend für die politische Kultur des frontier spirit, der an hinsichtlich des Eigentums libertäre und dennoch die soziale Ordnung betonende Traditionen des alten amerikanischen Westens anknüpft. Der Staat ist demnach vornehmlich konservativ geprägt, ohne dass jedoch die Religion eine ähnlich große Rolle spielt wie in traditioneller strukturierten Staaten der USA. Dem Kongress gehören als Senatoren die Republikaner Lisa Murkowski und Dan Sullivan an; das einzige Abgeordnetenmandat des Staates im Repräsentantenhaus der Vereinigten Staaten hat der Republikaner Nick Begich III inne.

### Gouverneure und Stellvertreter
Nachdem seit 2002 die Republikaner Frank Murkowski, Sarah Palin und Sean Parnell als Gouverneure amtiert hatten, wurde 2014 der unabhängige Kandidat Bill Walker in dieses Amt gewählt. 2018 wurde er aber wieder durch Mike Dunleavy, einen Republikaner, abgelöst. Sein Lieutenant Governor (Vizegouverneur) ist Nancy Dahlstrom, ebenfalls Republikanerin.
- Liste der Gouverneure von Alaska
- Liste der Vizegouverneure von Alaska

### Kongress
Mitglieder im 119. Kongress
|  | Name            | Mitglied seit | Parteizugehörigkeit |
|  | --------------- | ------------- | ------------------- |
|  | Nick Begich III | 2025          | Republikaner        |

|  | Name                  | Mitglied seit | Parteizugehörigkeit |
|  | --------------------- | ------------- | ------------------- |
|  | Daniel Scott Sullivan | 2015          | Republikaner        |
|  | Lisa Ann Murkowski    | 2002          | Republikaner        |

- Liste der Mitglieder des US-Repräsentantenhauses aus Alaska
- Liste der Senatoren der Vereinigten Staaten aus Alaska

### Präsidentschaftswahlen
| Jahr | Republikaner    | Demokraten      |
| ---- | --------------- | --------------- |
| 2024 | 54,54 % 184.458 | 41,41 % 140.026 |
| 2020 | 52,83 % 189.951 | 42,77 % 153.778 |
| 2016 | 51,28 % 163.387 | 36,55 % 116.454 |
| 2012 | 54,80 % 164.676 | 40,81 % 122.640 |
| 2008 | 59,42 % 193.841 | 37,89 % 123.594 |
| 2004 | 61,07 % 190.889 | 35,52 % 111.025 |
| 2000 | 58,62 % 167.398 | 27,67 % 079.004 |
| 1996 | 50,80 % 122.746 | 33,27 % 080.380 |
| 1992 | 39,46 % 102.000 | 30,29 % 078.294 |
| 1988 | 59,59 % 119.251 | 36,27 % 072.584 |
| 1984 | 66,65 % 138.377 | 29,87 % 062.007 |
| 1980 | 54,35 % 086.112 | 26,41 % 041.842 |
| 1976 | 57,90 % 071.555 | 35,65 % 044.058 |
| 1972 | 58,13 % 055.349 | 34,62 % 032.967 |
| 1968 | 45,28 % 037.600 | 42,65 % 035.411 |
| 1964 | 34,09 % 022.930 | 65,91 % 044.329 |
| 1960 | 50,94 % 030.953 | 49,06 % 029.809 |

Am 8. November 1960 durfte Alaska erstmals bei einer US-Präsidentschaftswahl teilnehmen. Mit Ausnahme der Wahl des Jahres 1964, in der der Demokrat Lyndon B. Johnson die Wahlmännerstimmen aus Alaska erhielt, gewannen stets Kandidaten der Republikaner die Wahl in Alaska.
Der erfolgreichste republikanische Präsidentschaftskandidat in Alaska war Ronald Reagan 1984 bei seiner Wiederwahl, bei der er rund 67 Prozent der Stimmen verbuchen konnte.
1992 wählten 73.481 der Wähler Alaskas (28,43 Prozent) Ross Perot. Es war das beste Ergebnis eines Kandidaten, der nicht einer der beiden großen Parteien angehörte.
Alaska stellt im Electoral College bei der Präsidentschaftswahl in den Vereinigten Staaten 2024, sowie schon seit 1960, drei Wahlleute.

### Debatte über Status
In Alaska existiert eine Unabhängigkeitsbewegung (Alaska Independent Movement), deren Anhänger sich als Alaskaner statt als US-Amerikaner sehen und eine Sezession von den USA sowie eine unabhängige Republik anstreben. Dafür fordert sie die Unterstützung und Anerkennung der UNO. Die sie vertretende Alaskan Independence Party hatte 1990 mit der Wahl von Walter Hickel (US-Innenminister unter Richard Nixon) zum Gouverneur von Alaska einen einmaligen Achtungserfolg aufzuweisen (Hickel kehrte jedoch 1994 zur Republikanischen Partei zurück) und bekam durch die Autonomie von Nunavut 1999 wieder Auftrieb.
Darüber hinaus gab und gibt es weitere zum Teil kuriose Debatten:
- Der russische Rechtspopulist Wladimir Schirinowski hat seit 1991 wiederholt die Rückgabe Alaskas an Russland gefordert und behauptet, der Verkauf von 1867 sei illegal gewesen. Der Besitz Alaskas würde zudem Russlands komfortable Position im Arktis-Streit weiter stärken, denn derzeit haben die USA über Alaska einen kleinen sektoralen Anteil an der Nordpolarregion.
- Als Heimstätte für die Juden anstelle Palästinas hatte 1989 Libyens Revolutionsführer Muammar al-Gaddafi Alaska vorgeschlagen.[28][29] Mit einem ähnlichen Vorschlag brachte auch Irans Präsident Mahmud Ahmadineschad die westliche Welt gegen sich auf.[30][31]

### Todesstrafe
Im Jahr 1957, also noch vor dem Beitritt als Bundesstaat in die amerikanische Union, schaffte das Alaska-Territorium die Todesstrafe ab. Diese wurde sowohl von den indigenen Bevölkerungsgruppen als auch von den Weißen als koloniale und brutale Rechtsprechung wahrgenommen. Ab 1997 auftretende Bestrebungen, die Todesstrafe wieder einzuführen, scheiterten in der State Legislature vor allem an der Tatsache, dass eine lebenslange Haftstrafe für den Bundesstaat kostengünstiger ist.

### Kriminalität
Alaska weist unter den US-Bundesstaaten die höchste Kriminalitätsrate pro 100.000 Einwohner auf. Der Unterschied tritt dabei vor allem bei Gewaltverbrechen auf.

## Kultur und Sehenswürdigkeiten

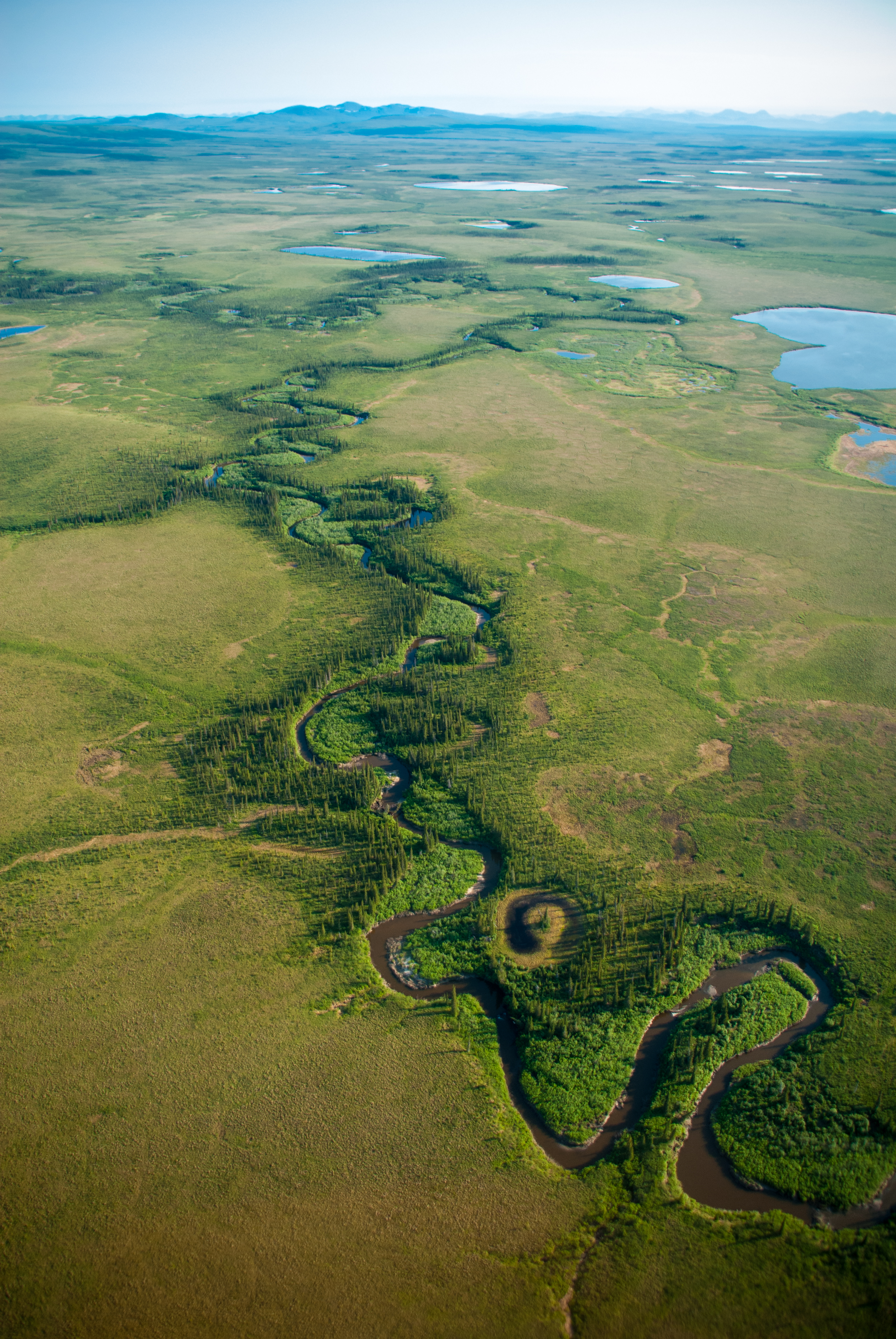
Flusslauf südöstlich des Kap Krusenstern National Monuments

### Naturdenkmäler
In Alaska gibt es fünf National Monuments:
- Admiralty Island National Monument
- Aniakchak National Monument and Preserve
- Kap Krusenstern National Monument
- Misty Fjords National Monument – das größte National Monument der Vereinigten Staaten
- World War II Valor in the Pacific National Monument

Hinzu kommen 16 National Natural Landmarks (Stand 30. September 2017).

### Schutzgebiete

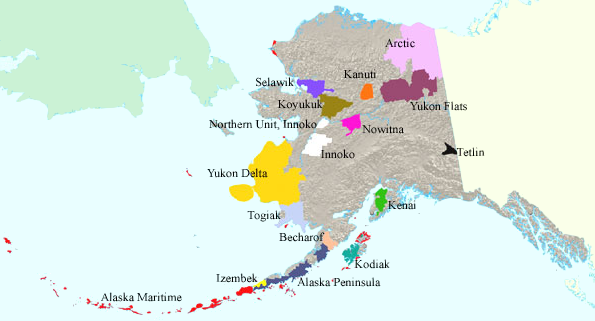
National Wildlife Refuges in Alaska

In Alaska gibt es 16 National Wildlife Refuges:
| - Alaska Maritime - Alaska Peninsula - Arctic - Becharof - Innoko - Izembek | - Kanuti - Kenai - Kodiak - Koyukuk - Nowitna - Selawik | - Tetlin - Togiak - Yukon Delta - Yukon Flats |

### Kulturdenkmäler

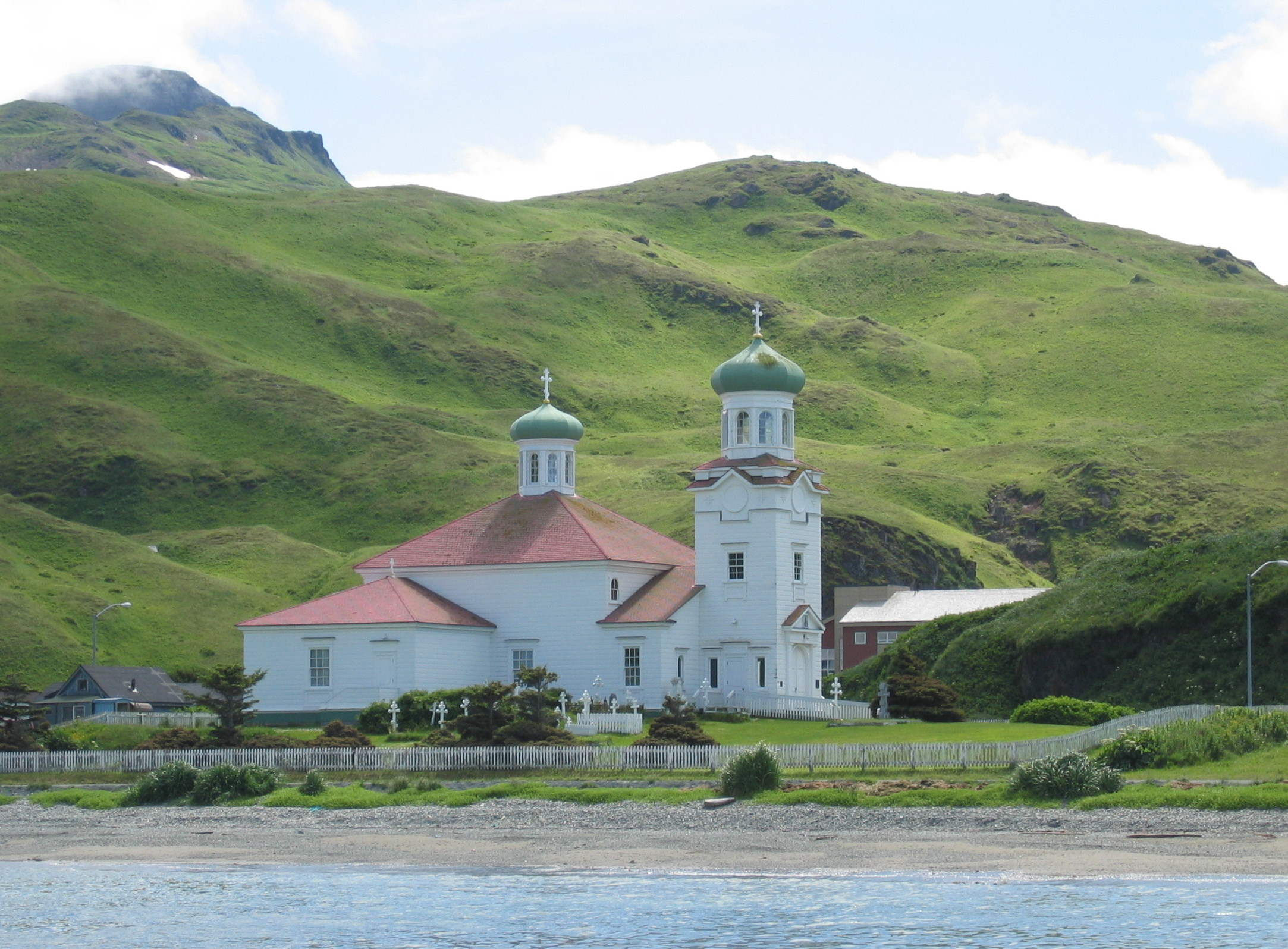
Die Church of the Holy Ascension ist eine von 49 National Historic Landmarks in Alaska

Der National Park Service weist für Alaska 49 National Historic Landmarks und 430 Einträge im National Register of Historic Places aus. Hinzu kommt National Heritage Area die Kenai Mountains-Turnagain Arm National Heritage Area (Stand 30. September 2017).

### Kultur

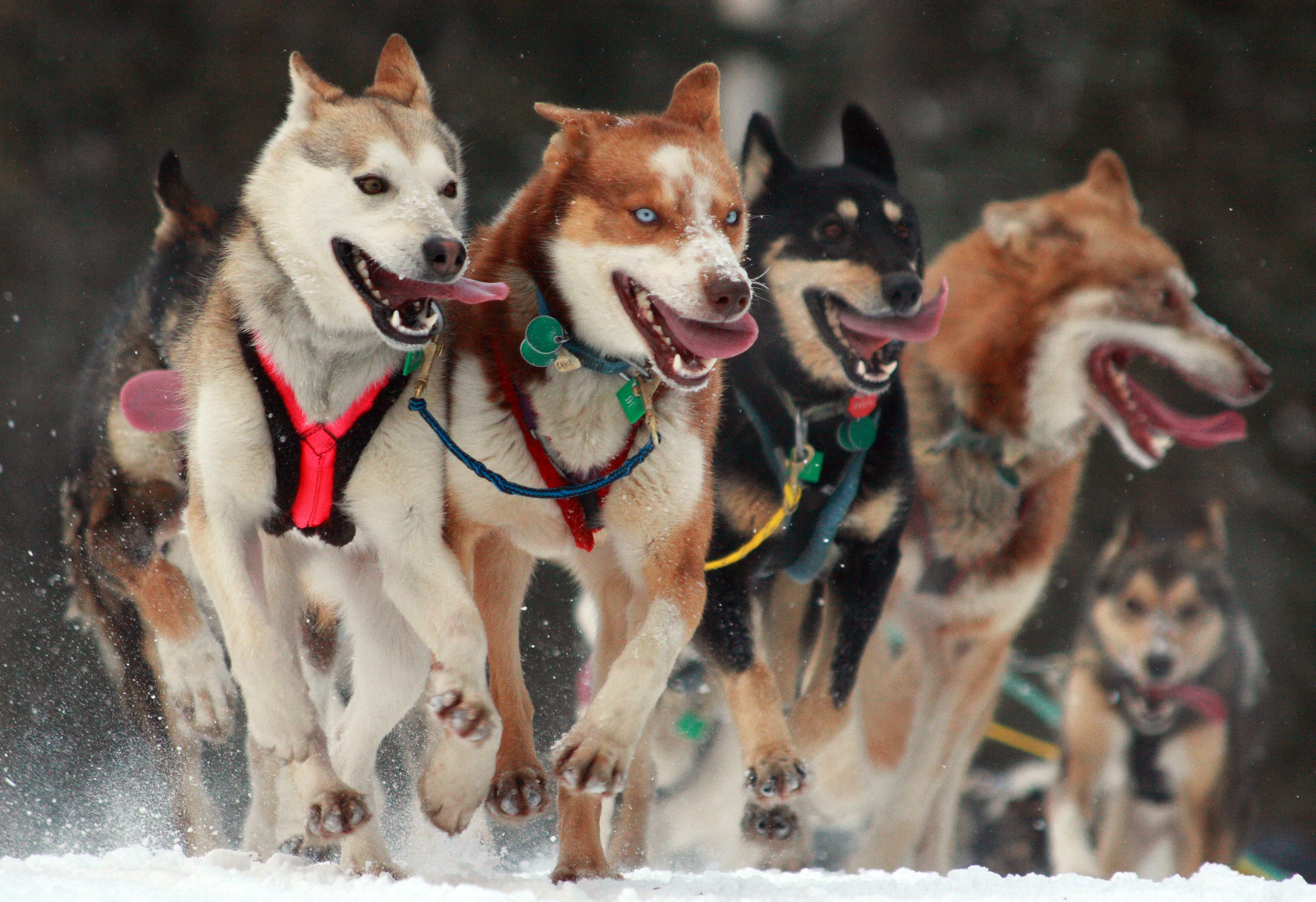
Ein Hundeschlittenteam beim Iditarod, dem berühmtesten Wintersportevent in Alaska

Eine der populärsten jährlichen Veranstaltungen in Alaska ist das Iditarod-Hundeschlittenrennen, das jeweils in Anchorage gestartet und in Nome beendet wird; die Eis-Kunst-Weltmeisterschaften finden jeweils in Fairbanks statt. In Ketchikan findet das Blueberry Festival und das Alaska Hummingbirds Festival statt; zudem gibt es in Wrangell das Stikine River Garnet Fest. Im Frühling kann am Stikine River die weltweit größte Konzentration von Weißkopfseeadlern beobachtet werden.

### Musik
Die alaskanische Musik wird durch die traditionelle Musik der Natives stark beeinflusst wie auch durch die Volksmusik, die von den russischen und europäischen Einwanderern mitgebracht wurde. Bekannte Musiker aus Alaska sind beispielsweise die Sängerin Jewel und die aleutische Flötistin Mary Youngblood.
Es gibt zahlreiche Musikfestivals in Alaska, so zum Beispiel in den beiden größten Städten des Staates, Anchorage und Fairbanks. Das wichtigste Orchester des Staates ist das Anchorage Symphony Orchestra, obwohl mittlerweile jene von Fairbanks und Juneau bekannter sind. Die Anchorage Opera ist zurzeit das einzige professionelle Ensemble in Alaska; zudem gibt es einige Laien- und halbprofessionelle Orchester im Staat.

### Zeitungen
Die wichtigste überregionale Tageszeitung ist die 1946 gegründete Anchorage Daily News. Rund 30 lokale Zeitungen erscheinen in den weit auseinander liegenden Orten, größtenteils wöchentlich. Sie haben Namen wie „Nome Nugget“ und waren anfangs auch so etwas wie ein Sprachrohr von Eskimos und Indianern.

### Sport
Sportler aus Alaska nehmen regelmäßig an den Arctic Winter Games teil. An diesen Spielen beteiligen sich auch Athleten aus Nunavut, den Nordwest-Territorien und dem Yukon sowie Nunavik, Nord-Alberta und Grönland.

## Wirtschaft und Infrastruktur

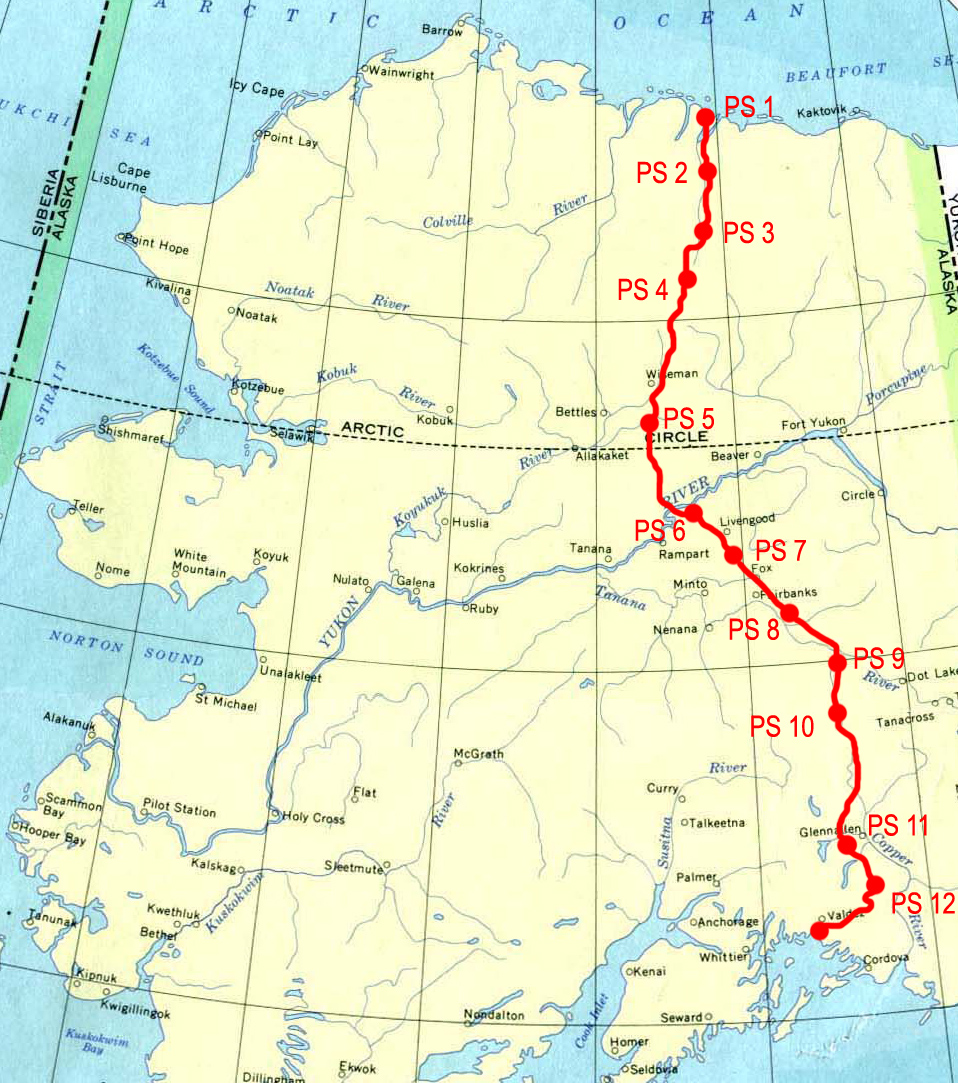
Karte der Trans-Alaska-Pipeline

Alaska gehört zu den wirtschaftlich erfolgreichsten Bundesstaaten der USA. Das reale Bruttoinlandsprodukt pro Kopf (engl. per capita real GDP) lag im Jahre 2016 bei 68.356 USD (nationaler Durchschnitt der 50 US-Bundesstaaten: 57.118 USD; nationaler Rangplatz: 6).

### Wirtschaftszweige
Die Quelle des Reichtums stellen die Ölvorkommen Alaskas dar, die rund 85 Prozent der staatlichen Einnahmen ausmachen. Einmalig in den USA ist dabei der Alaska Permanent Fund, der die Einnahmen des Ölgeschäfts verwaltet und den jährlichen Gewinn zu gleich großen Teilen unter die Bewohner Alaskas verteilt. So erhielt jeder Bewohner Alaskas 2011 zusätzliche Einkünfte aus dem Fonds in Höhe von rund 1170 USD.
Wegen der großen Waldgebiete ist die Holz- und Papierindustrie eine wichtige Einnahmequelle. In den Bergen werden Gold, Kupfer, Silber, Blei, Zinn und Eisen abgebaut. In der Fischerei werden überwiegend Lachs und Kabeljau exportiert. In Alaska gibt es Kohlevorkommen und eine 1968 entdeckte Erdöllinie. Dies verschafft Alaska und der Trans-Alaska-Pipeline eine wichtige Rolle auf dem Welt-Rohölmarkt.
Nur in den Flusstälern (beispielsweise am Yukon) kann Landwirtschaft betrieben werden. Angebaut werden Getreide, Gemüse und Futterpflanzen, wobei es nur sehr wenige Anbauflächen gibt. Gezüchtet werden vorwiegend Pelztiere.

### Verkehr

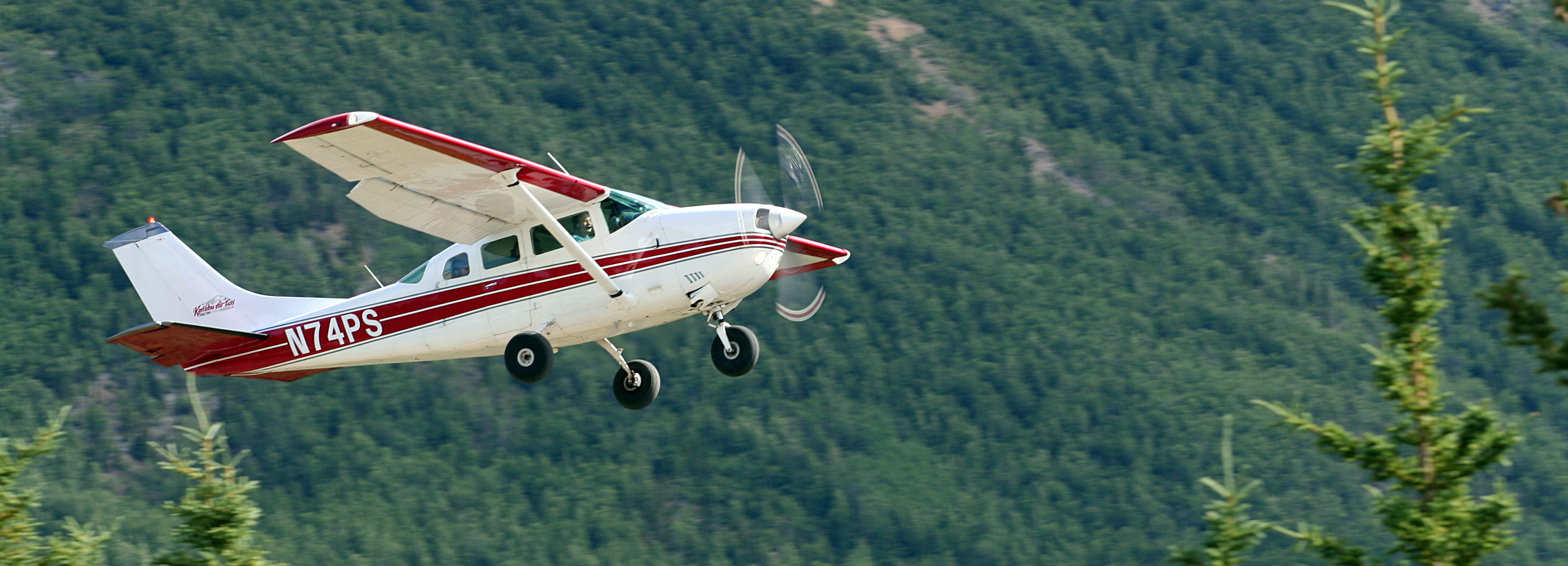
Viele Orte Alaskas sind nur per Flugzeug erreichbar

#### Landstraßen

Das Netz der Interstate Highways in Alaska

Im Vergleich zu den Lower 48 ist Alaska nur sehr spärlich durch Straßen erschlossen. Das alaskanische Straßensystem umfasst nur eine sehr geringe Fläche des Bundesstaates, das die größten Zentren und den Alaska Highway, die wichtigste Straße nach Kanada, verbindet. Die Hauptstadt des Staates, Juneau, ist nicht an das Straßensystem angebunden und nur über eine Fähre des Alaska Marine Highways oder über den Flughafen zu erreichen. Im Laufe der Jahre haben mehrere Debatten darüber stattgefunden, die Hauptstadt an einen anderen Ort zu verschieben oder eine Straße nach Haines zu bauen.
Ein einzigartiges Merkmal des Straßensystems Alaskas ist der Anton Anderson Memorial Tunnel, ein aktiver Bahntunnel, der kürzlich durch einen Straßenbelag für Straßenfahrzeuge ergänzt worden ist und die isolierte Gemeinde Whittier am Prince William Sound mit dem Seward Highway etwa 50 km südöstlich von Anchorage verbindet.

#### Eisenbahn

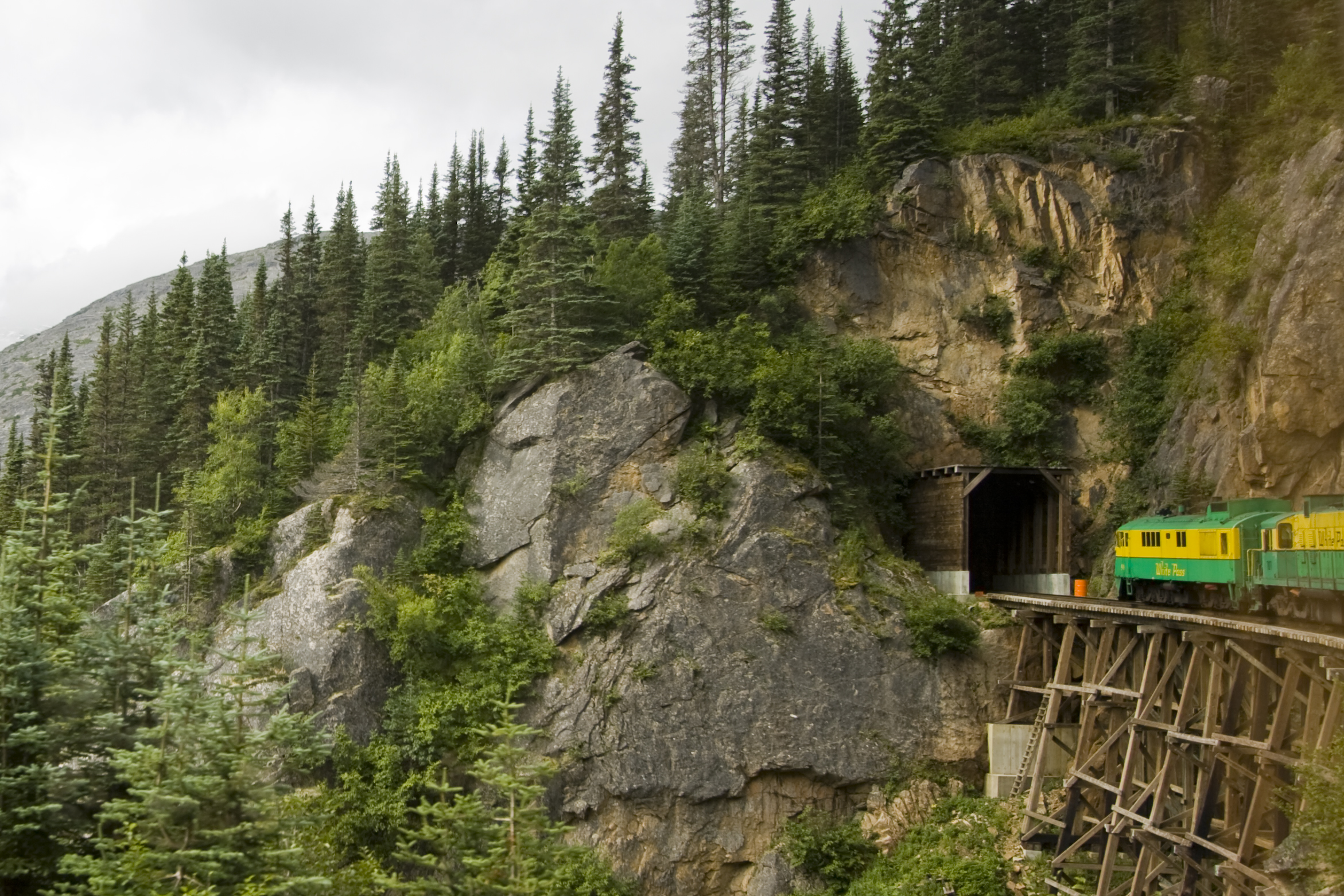
Die White Pass and Yukon Railway nördlich von Skagway

Ungefähr seit 1915 spielt die Alaska Railroad (ARR) eine wichtige Rolle in der Entwicklung des Staates im 20. Jahrhundert. Sie verbindet die Schifffahrt auf dem Nordpazifik über den Hafen von Seward, Anchorage, Eklutna, Wasilla, Talkeetna nach Fairbanks, mit Abzweigungen nach Whittier, Palmer und North Pole. Außerdem wurden zahlreiche Anschlüsse zu Abbaugebieten natürlicher Ressourcen gebaut, wie beispielsweise von der Usibelli Coal Mine nahe Healy nach Seward und vom Matanuska Valley nach Anchorage. Diese Strecken sind im Sommer auch bei Touristen sehr beliebt. Eine der bei Touristen beliebtesten Eisenbahnstrecken ist die White Pass and Yukon Railway, die von Skagway über den White Pass über kanadisches Territorium bis nach Carcross verläuft.

#### Schifffahrt
Da zahlreiche Siedlungen in Alaska nicht ans Straßensystem angeschlossen sind, sind auch die Wasserverbindungen sehr wichtig. Das staatliche Fährensystem (Alaska Marine Highway) verbindet die Dörfer im Südosten, der Golfregion und auf der Alaska Peninsula. Die Schiffe transportieren sowohl Passagiere als auch Fahrzeuge. Außerdem gibt es eine Schiffsverbindung von Bellingham (Bundesstaat Washington) durch die Inside Passage via Prince Rupert nach Skagway. Die Inter-Island Ferry Authority bedient auch weitere Häfen in der Prince-of-Wales-Insel-Region mit dem Alaska Marine Highway.
In den letzten Jahren wurde von verschiedenen Kreuzfahrtgesellschaften ein großes Angebot an sommerlichen Kreuzfahrten nach Alaska aufgebaut, die hauptsächlich die Nordwestküste und das südöstliche Alaska anfahren. An gewissen Tagen kann die Stadt Ketchikan bis zu 10.000 Besucher verzeichnen; wenn bis zu vier Kreuzfahrtschiffe gleichzeitig im Hafen liegen.

#### Flugverkehr
Da viele Orte Alaskas nur per Flugzeug erreichbar sind, gibt es in Alaska mehr als 250 Flugplätze, die meisten mit Sand- oder Eispisten, die vorwiegend dem Frachttransport in die abgelegenen Regionen dienen. Auch sehr viele Wasserflugzeuge werden eingesetzt. Viele Fluggesellschaften nutzten vor der Praxisreife von Langstreckenflugzeugen Alaska als Zwischenstopp bei internationalen Flügen. So begann 1957 SAS mit Douglas DC-7C die Polarroute von Kopenhagen via Anchorage nach Tokio zu bedienen, wobei sich der Flughafen Anchorage in den 1960er-Jahren als Luftkreuz vor allem für den Frachtverkehr nach Europa und Asien etablierte. Nach den 1990er-Jahren (mit Öffnung der Strecken über Russland und der Einführung neuer Langstreckenflugzeuge) ging der internationale Luftverkehr jedoch stark zurück. Auch der Flughafen Fairbanks bietet internationale Verbindungen und spielt vor allem für den Tourismus eine wichtige Rolle.